# Participant Media
Participant Media este o companie de producție a filmului înființată în 2004 de Jeffrey Skoll, dedicată divertismentului menit să stimuleze schimbarea socială. Compania finanțează și co-produce conținut de film și televiziune, precum și divertisment digital prin intermediul filialei sale SoulPancake, pe care compania a achiziționat-o în 2016.
Compania a fost numită inițial Participant Productions și a devenit un renumit finanțator independent. Denumirea societății descrie în mod descriptiv axarea sa pe subiectele actuale  prezentate pentru a atrage atenția asupra aspectelor sociale problematice.
Compania a produs, finanțat sau co-produs peste 100 de filme. Filmele sale au fost nominalizate la 73 de premii Oscar și au câștigat 18, inclusiv cea mai bună imagine pentru Green Book: O prietenie pe viață și Spotlight.
Participant Media este cea mai mare companie care produce și finanțează exclusiv divertismentul cu impact social.

## Istoric

### Fondarea și investițiile timpurii
Compania a fost fondată în ianuarie 2004, ca Participant Productions, de Jeffrey Skoll, „al doilea angajat” al eBay, cu 100 milioane USD în numerar din fondurile sale personale. Scopul său a fost să producă proiecte care să fie atât viabile din punct de vedere comercial, cât și relevante din punct de vedere social.
Skoll a fost primul director executiv al companiei, dar a renunțat la acesta în august 2006. Planurile inițiale ale firmei erau să producă între patru și șase filme pe an, fiecare având un buget de 40 de milioane de dolari. S-a concentrat pe filmele din șase domenii - mediu, îngrijirea sănătății, drepturile omului, responsabilitatea instituțională, pacea și toleranța și justiția socială și economică. Acesta a evaluat proiectele trecându-le mai întâi pe lângă executivii săi creativi, abia apoi evaluând costurile și viabilitatea lor comercială și analizând ultima relevanță socială.